# الطهور (السياني)

تعديل مصدري - تعديل

الطهور محلة تابعة لقرية الظفاوة، التابعة لعزلة عميد الخارج بمديرية السياني إحدى مديريات محافظة إب في الجمهورية اليمنية.، بلغ تعداد سكانها 185 حسب تعداد اليمن لعام 2004.